# 形削り盤
形削り盤(かたけずりばん、shaper、shaping machine)は平面や溝加工をするための工作機械。対象物をテーブル上に固定し、前後に移動するラムにバイトと呼ばれる工具を取り付け加工する。

## 形削り盤の種類
- 平削り盤
- 立削り盤
- 歯車形削り盤
  - フェロース歯切り盤

## 早戻り機構
形削り盤は、バイトを前後させて金属などを加工するため、バイトを戻す間は加工ができず、この時間が無駄となってしまう。そのため、バイトを戻す時間を短くするために早戻り機構が採用され、作業効率を上げる工夫がなされている。
早戻り機構は、一般的にクランクと細窓リンクが使用されている。

## テーブルの送り機構
テーブルはラムと直角方向に送られる。送りねじ棒を回転させるのには、歯車とスプリングのついた爪が使用される。爪は送り量調節ねじにつながっており、一度に進む歯数を調節する。

## 使用用途
形削り盤は比較的小型の物を加工するのに用いられる。また、取り扱いが簡単であり、多くは平面を加工するのに用いられる。
近年は、作業効率の悪さや表面の加工精度の悪さにより、企業などではフライス盤にとって代わられていることが多い。しかしながら、工業系の学校や研究機関では引き続き使用されている。前者は機械の使用法を学ぶため、後者は工作物に与える熱が少ないことから、熱（温度変化）に弱い物の加工に使用される。